# Boxe nos Jogos Pan-Americanos de 2011 - Peso meio-médio-ligeiro feminino
A categoria meio-médio-ligeiro feminino do boxe nos Jogos Pan-Americanos de 2011 foi disputada entre 22 e 29 de outubro na Arena Expo Guadalajara, em Guadalajara, com sete boxeadoras.

## Calendário
Horário local (UTC-6).
| Data          | Horário | Fase             |
| ------------- | ------- | ---------------- |
| 22 de outubro | 14:00   | Quartas-de-final |
| 26 de outubro | 19:00   | Semifinal        |
| 29 de outubro | 19:00   | Final            |

## Medalhistas
| Ouro   | PUR Kiria Tapia                     |
| Prata  | MEX Erika Cruz                      |
| Bronze | CAN Sandra Bizier ARG Adela Peralta |

## Resultados

### Chave
|  | Quartas-de-final       | Quartas-de-final       | Quartas-de-final |  |  | Semifinal         | Semifinal         | Semifinal       |    |                | Final          | Final | Final |
|  |                        |                        |                  |  |  |                   |                   |                 |    |                |                |       |       |
|  |                        |                        |                  |  |  |                   |                   |                 |    |                |                |       |       |
|  |                        |                        |                  |  |  | CAN Sandra Bizier | CAN Sandra Bizier | 6               |    |                |                |       |       |
|  | BRA Adriana Araújo     | BRA Adriana Araújo     | 6                |  |  | MEX Erika Cruz    | MEX Erika Cruz    | 12              |    |                |                |       |       |
|  | MEX Erika Cruz         | MEX Erika Cruz         | 16               |  |  |                   |                   |                 |    | MEX Erika Cruz | MEX Erika Cruz | 12    |       |
|  | PUR Kiria Tapia        | PUR Kiria Tapia        | 17+              |  |  |                   | PUR Kiria Tapia   | PUR Kiria Tapia | 22 |                |                |       |       |
|  | USA Quanitta Underwood | USA Quanitta Underwood | 17               |  |  | PUR Kiria Tapia   | PUR Kiria Tapia   | RSC             |    |                |                |       |       |
|  | ARG Adela Peralta      | ARG Adela Peralta      | 22               |  |  | ARG Adela Peralta | ARG Adela Peralta |                 |    |                |                |       |       |
|  | COL Jhennifer Cáceres  | COL Jhennifer Cáceres  | 13               |  |  |                   |                   |                 |    |                |                |       |       |
|  |                        |                        |                  |  |  |                   |                   |                 |    |                |                |       |       |
|  |                        |                        |                  |  |  |                   |                   |                 |    |                |                |       |       |